# Marina de Cudeyo
Marina de Cudeyo là một đô thị thuộc cộng đồng tự trị Cantabria, Tây Ban Nha. Theo điều tra dân số năm 2007, đô thị này có dân số là 5.000 người. Thủ phủ là Rubayo.

## Biến động dân số
| 1900  | 1910  | 1920  | 1930  | 1940  | 1950  | 1960  | 1970  | 1980  | 1990  | 2000  | 2005  |
| ----- | ----- | ----- | ----- | ----- | ----- | ----- | ----- | ----- | ----- | ----- | ----- |
| 2.435 | 2.947 | 3.383 | 3.939 | 4.295 | 4.589 | 4.946 | 4.747 | 4.563 | 4.576 | 4.765 | 5.000 |

Fuente: INE

## Các thị trấn
- Rubayo (thủ phủ)
- Pedreña
- Pontejos
- Gajano
- Orejo
- Elechas
- Setién
- Agüero